# Alchemilla obscura
Alchemilla obscura är en rosväxtart som beskrevs av Robert Buser. Alchemilla obscura ingår i släktet daggkåpor, och familjen rosväxter. Inga underarter finns listade i Catalogue of Life.